# Eerste Kamerverkiezingen 1880
De Eerste Kamerverkiezingen 1880 waren reguliere Nederlandse verkiezingen voor de Eerste Kamer der Staten-Generaal. Zij vonden plaats op 14 juli 1880.
De verkiezingen werden gehouden voor een derde deel van de zittende leden van de Eerste Kamer van wie de zittingstermijn afliep. Bij deze verkiezingen kozen de leden van Provinciale Staten - die bij de Statenverkiezingen in mei 1880 gekozen waren - in negen kiesgroepen naar provincie dertien nieuwe leden.
De uitslag van de verkiezingen was als volgt:
| Groepering          | Zetels | Zetels | Zetels | Zetels | Zetels | Zetelverdeling naar provincie | Zetelverdeling naar provincie | Zetelverdeling naar provincie | Zetelverdeling naar provincie | Zetelverdeling naar provincie | Zetelverdeling naar provincie | Zetelverdeling naar provincie | Zetelverdeling naar provincie | Zetelverdeling naar provincie | Zetelverdeling naar provincie | Zetelverdeling naar provincie |
| Groepering          | 1877   | Af     | Bij    | 1880   | +/−    | Gr                            | F                             | D                             | O                             | Ge                            | U                             | NH                            | ZH                            | Z                             | NB                            | L                             |
| ------------------- | ------ | ------ | ------ | ------ | ------ | ----------------------------- | ----------------------------- | ----------------------------- | ----------------------------- | ----------------------------- | ----------------------------- | ----------------------------- | ----------------------------- | ----------------------------- | ----------------------------- | ----------------------------- |
| liberalen           | 21/23  | 7      | 7      | 23     | 0      | 2                             | 3                             |                               | 3                             | 4                             |                               | 4                             | 5                             | 2                             |                               |                               |
| gematigde liberalen | 10/8   | 3      | 3      | 8      | 0      |                               |                               | 1                             |                               |                               | 1                             | 2                             | 2                             |                               | 1                             | 1                             |
| katholieken         | 6      | 2      | 2      | 6      | 0      |                               |                               |                               |                               |                               |                               |                               |                               |                               | 4                             | 2                             |
| conservatieven      | 2      | 1      | 1      | 2      | 0      |                               |                               |                               |                               | 1                             | 1                             |                               |                               |                               |                               |                               |
| totaal              | 39     | 13     | 13     | 39     | 0      | 2                             | 3                             | 1                             | 3                             | 5                             | 2                             | 6                             | 7                             | 2                             | 5                             | 3                             |

## Gekozenen
Bij deze verkiezingen waren dertien leden aftredend, van wie tien herkozen werden. De stemmingen voor de overige vacatures hadden de volgende resultaten:
- Door Provinciale Staten van Gelderland werd Willem Schimmelpenninck van der Oye (conservatieven) gekozen in de vacature ontstaan door het periodiek aftreden van Hans van Aylva van Pallandt die had aangegeven niet herkiesbaar te zijn.
- Door Provinciale Staten van Zuid-Holland werd Isaäc Fransen van de Putte (liberalen) gekozen in de vacature ontstaan door het periodiek aftreden van Johan Hein die had aangegeven niet herkiesbaar te zijn.
- Door Provinciale Staten van Limburg werd Willem Pijls (katholieken) gekozen die de aftredende afgevaardigde Louis de Villers de Pité versloeg met 27 tegen 17 stemmen.

De zittingsperiode van de Eerste Kamer ging in op 21 september 1880. De zittingstermijn van de gekozen Kamerleden bedroeg negen jaar.
*1850 · 1853 · 1856 · 1859 · 1862 · 1865 · 1868 · 1871 · 1874 · 1877 · 1880 · 1883 · *1884 · 1887 (I) · *1887 (II) · *1888 · 1890 · 1893 · 1896 · 1899 · 1902 · *1904 · 1907 · 1910 · 1913 · 1916 · *1917 · 1919 · *1922 · *1923 · 1926 · 1929 · 1932 · 1935 · *1937 · *1946 · *1948 · 1951 · *1952 · 1955 · *1956 (I) · *1956 (II) · 1960 · *1963 · 1966 · 1969 · *1971 · 1974 · 1977 · 1980 · *1981 · *1983 · *1986 · 1987 · 1991 · 1995 · 1999 · 2003 · 2007 · 2011 · 2015 · 2019 · 2023

* algemene verkiezingen in verband met vervroegde ontbinding van de Eerste Kamer

vanaf 1987 bedraagt de vaste zittingstermijn van de Eerste Kamer vier jaar